# Goldbahova hipoteza
Goldbahova pretpostavka je jedan od mnogobrojnih neriješenih problema u teoriji brojeva. Ova pretpostavka je tvrdnja da važi sledeća teorema
Svaki paran broj veći od 2 se može predstaviti u obliku zbira dva prosta broja.
Predstavljanje parnog broja kao zbir dva prosta broja se može zvati Goldbahovo rastavljanje i za prvih nekoliko brojeva je:
4=2+2
6=3+3
8=5+3
10=7+3=5+5
12=7+5
14=3+11=7+7
.
.
.
iz čega se vidi da rastavljanje nije jednoznačno, odnosno da za neke brojeve postoji više načina da se broj rastavi. Na slici 1 je za svaki broj na x osi predstavljeno na koliko načina se može rastaviti.

## Poreklo pretpostavke
Pruski matematičar Kristijan Goldbah je 12. juna 1742. godine pisao Leonardu Ojleru (Pismo XLIII) i predložio pretpostavku:
Svaki ceo broj veći 2 od je moguće napisati kao zbir tri prosta broja.
On je 1 smatrao prostim brojem, što su matematičari kasnije odbacili. Moderna verzija ovog prvobitnog Goldbahovog predloga bi glasila:
Svaki ceo broj veći od 5 je moguće napisati kao zbir tri prosta broja.
Ojler se zainteresovao za ovu temu i predložio da se ova pretpostavka izrazi na sledeći način:
Svaki paran broj veći od 2 se može predstaviti kao zbir dva prosta broja.
i čak naglasio kako mu ova teorema izgleda prilično očigledna mada je nije dokazao.

## Literatura
- Deshouillers, J.-M.; Effinger, G.; te Riele, H.; Zinoviev, D. (1997). „A complete Vinogradov 3-primes theorem under the Riemann hypothesis” (PDF). Electronic Research Announcements of the American Mathematical Society. 3 (15): 99—104. doi:10.1090/S1079-6762-97-00031-0.
- Montgomery, H. L.; Vaughan, R. C. (1975). „The exceptional set in Goldbach's problem” (PDF). Acta Arithmetica. 27: 353—370. doi:10.4064/aa-27-1-353-370.
- Terence Tao proved that all odd numbers are at most the sum of five primes.
- Goldbach Conjecture at MathWorld.